# Expo/La Brea (métro de Los Angeles)
Expo/La Brea/Ethel Bradley est une station du métro de Los Angeles desservie par les rames de la ligne E et située à la jonction des quartiers West Adams et Baldwin Hills à Los Angeles en Californie.

## Situation sur le réseau
Station aérienne du métro de Los Angeles, Expo/La Brea est située sur la ligne E à l'intersection de Exposition Boulevard et de La Brea Avenue qui se trouve à la limite de deux quartiers, soit West Adams au nord et Baldwin Hills au sud, le tout est situé au sud-ouest de Downtown Los Angeles.

## Histoire
En service de 1875 à 1953 en tant que gare des réseaux de chemin de fer Los Angeles and Independance et Pacific Electric, la station Expo/La Brea est remise en service le 28 avril 2012, lors de l'ouverture de la ligne E. Auparavant, la station était nommée Airville. 

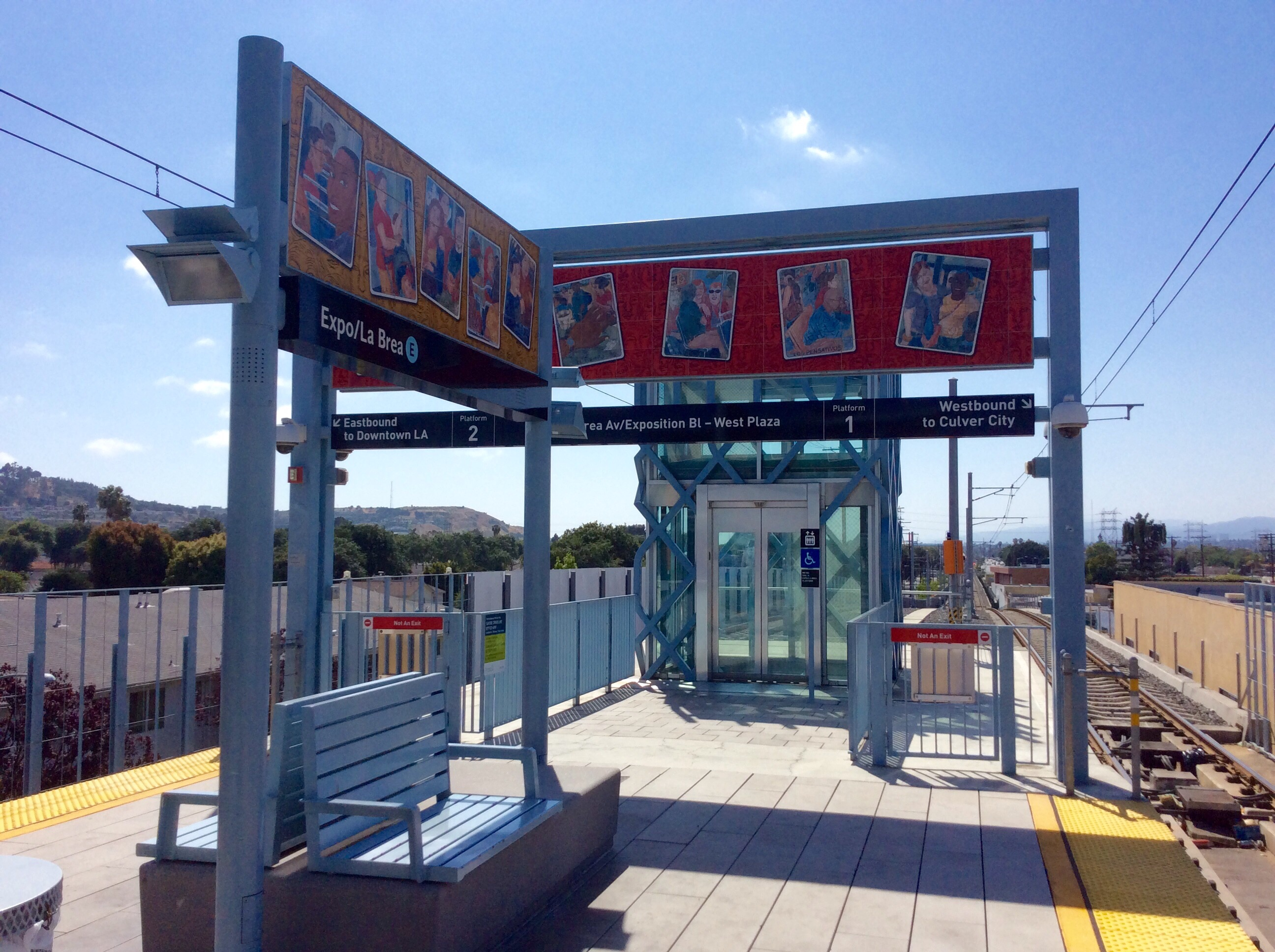
LA Metro Lotería de l'artiste Jose Lozano.

Le 10 octobre 2015, la station est renommée Expo/La Brea/Ethel Bradley en mémoire d'Ethel Bradley, femme du premier maire afro-américain de Los Angeles, Tom Bradley.

## Services aux voyageurs

### Accès et accueil

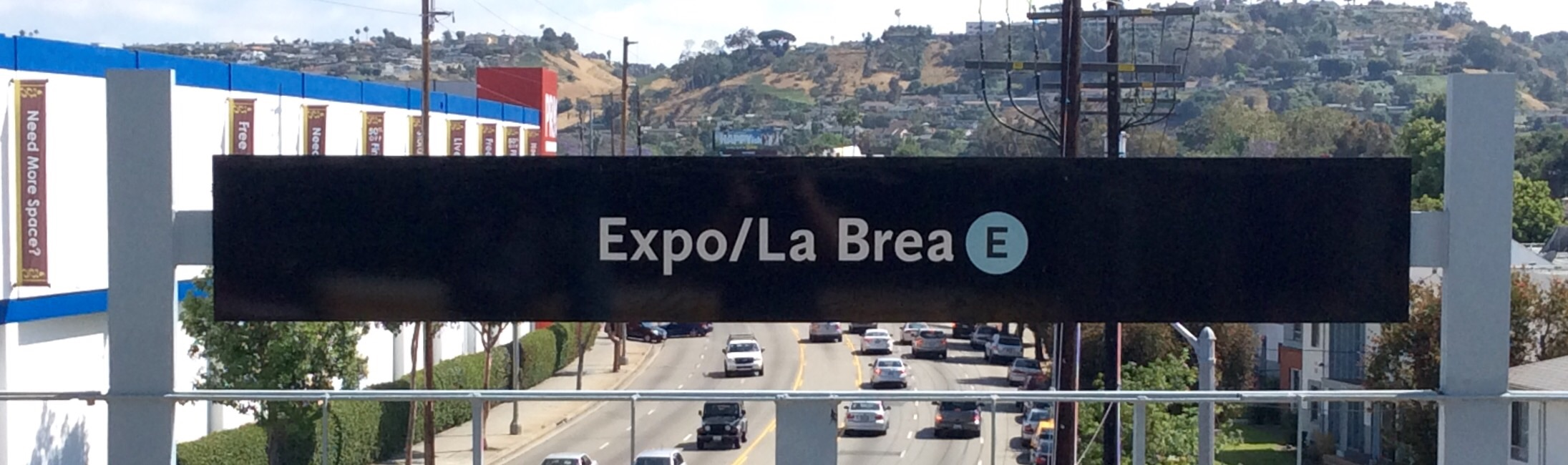
Signalétique de la station.
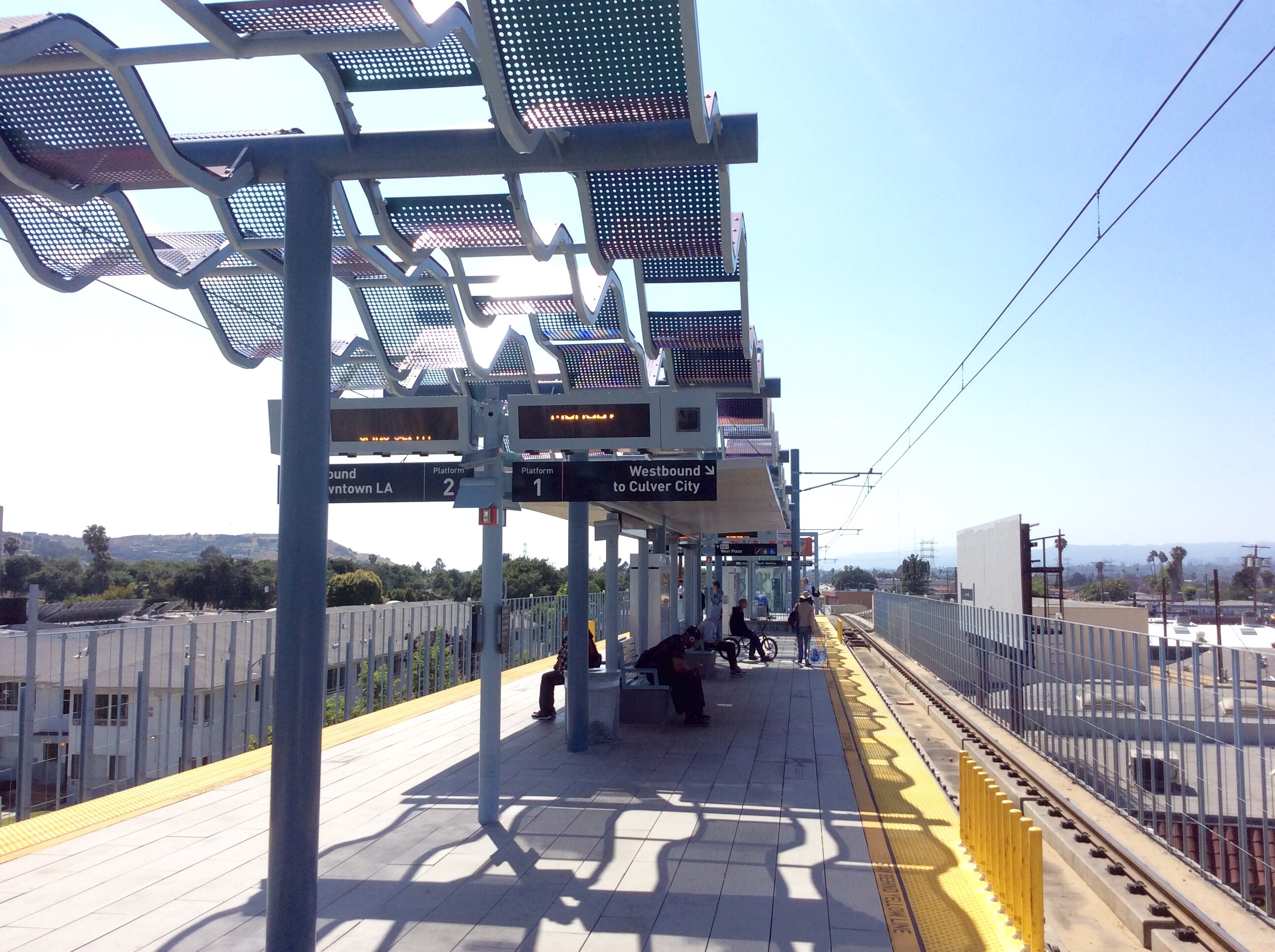
Plateforme de la station.

### Desserte
Expo/La Brea est desservie par les rames de la ligne E du métro.

### Intermodalité
La station est desservie par les lignes d'autobus 38, 212 et 312 de Metro.

## Art dans la station
Une œuvre de l'artiste Jose Lozano, nommée LA Metro Lotería orne la station, celle-ci consiste en des représentations d'usagers du transport en commun dans leur quotidien sur des cartes d'un jeu mexicain populaire appelé Lotería (en).